# Колбрукдейл (паровоз)
«Колбрукде́йл» или Колбрукде́йлский парово́з (англ. Coalbrookdale locomotive) — самый первый в мире рельсовый паровоз. Был построен в 1801 году (по другим данным в 1802-м), под руководством инженера Ричарда Тревитика в городе Колбрукдейл, в честь которого и получил название. Часто за паровоз «Колбрукдейл» принимают третий паровоз Тревитика — «Пенидаррен», который является самым первым в мире запатентованным паровозом, но чертежей которого не сохранилось. Основное отличие «Колбрукдейла» от «Пенидаррена» заключается в расположении дымовой трубы: у первого она располагалось со стороны выхода штока поршня, тогда как у второго её перенесли ближе к маховику.

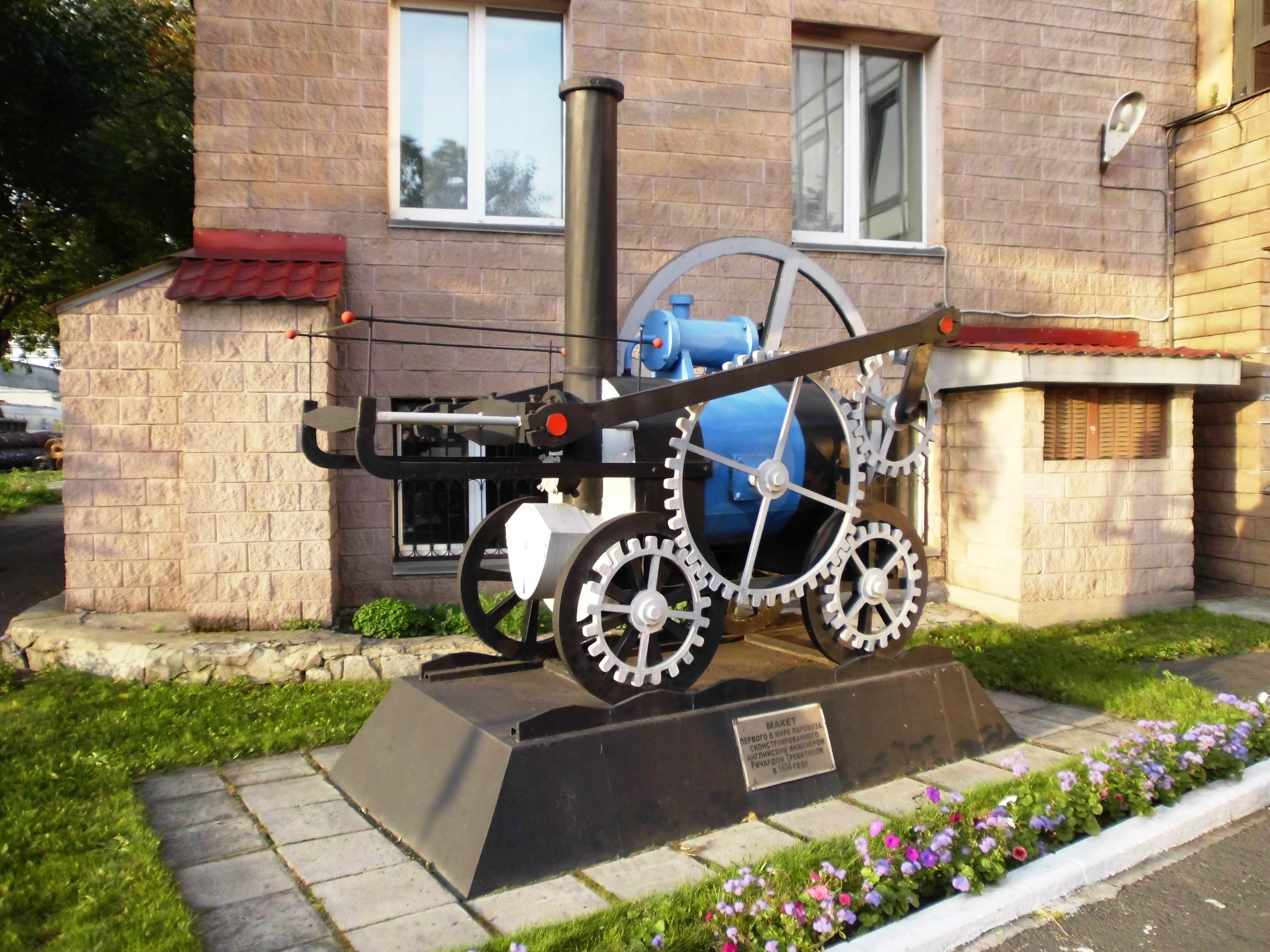
Макет паровоза на территории локомотивного депо железнодорожной станции Челябинск-Главный